# 光崎
光崎（こうさき）は、愛知県田原市の地名。現行行政地名は光崎一丁目から光崎三丁目。

## 地理
田原市の北東部に位置している。

## 世帯数と人口
2015年（平成27年）10月1日現在の世帯数と人口は以下の通りである。
| 丁目       | 世帯数  | 人口    |
| ---------- | ------- | ------- |
| 光崎一丁目 | 134世帯 | 472人   |
| 光崎二丁目 | 81世帯  | 252人   |
| 光崎三丁目 | 80世帯  | 286人   |
| 計         | 295世帯 | 1,010人 |

### 人口の変遷
国勢調査による人口の推移
| 2005年（平成17年） | 547人   | [ 5 ] |  |
| 2010年（平成22年） | 837人   | [ 6 ] |  |
| 2015年（平成27年） | 1,010人 | [ 2 ] |  |

## 学区
市立小・中学校に通う場合、学区は以下の通りとなる。また、公立高等学校に通う場合の学区は以下の通りとなる。
| 丁目       | 番・番地等 | 小学校             | 中学校             | 高等学校 |
| ---------- | ---------- | ------------------ | ------------------ | -------- |
| 光崎一丁目 | 全域       | 田原市立童浦小学校 | 田原市立田原中学校 | 三河学区 |
| 光崎二丁目 | 全域       | 田原市立童浦小学校 | 田原市立田原中学校 | 三河学区 |
| 光崎三丁目 | 全域       | 田原市立童浦小学校 | 田原市立田原中学校 | 三河学区 |

## 施設
- シーサイド田原光崎集会所
- 光崎公園

## その他

### 日本郵便
- 郵便番号 : 441-3407[3]（集配局：田原郵便局[9]）。